# Michael Laverty
Michael Laverty (Toomebridge, Irlanda del Norte, 7 de junio de 1981) es un piloto norirlandes de motociclismo. Actualmente participa en el campeonato del mundo de motociclismo en la categoría de MotoGP en el Paul Bird Motorsport, su compañero de escudería es Yonny Hernández.

## Trayectoria
Antes de dar el salto a la categoría de MotoGP, Michael había corrido desde 2010 a 2012 en Campeonato británico de Superbikes con 3 marcas diferentes, terminando 4.º en la clasificación general las dos primeras temporadas y quinto en la última, y habiendo ganado 7 grandes premios.

## Curiosidades
- Cuando firmó por Paul Bird Motorsport en MotoGP, sabía que él no era la primera opción sino el piloto Shane Byrne.

## Resultados

### Campeonato Mundial de Supersport

#### Por temporada
| Año   | Moto           | Equipo                     | Carreras | Victorias | Podios | Poles | V.Rap. | Pts. | Pos. |
| ----- | -------------- | -------------------------- | -------- | --------- | ------ | ----- | ------ | ---- | ---- |
| 2002  | Honda CBR600F  | Honda UK Race              | 1        | 0         | 0      | 0     | 0      | 1    | 34.º |
| 2003  | Honda CBR600RR | Vitrans Honda TKR          | 4        | 0         | 0      | 0     | 0      | 4    | 30.º |
| 2009  | Honda CBR600RR | Veidec Racing RES Software | 9        | 0         | 0      | 0     | 0      | 10   | 22.º |
| 2009  | Honda CBR600RR | Echo CRS Grand Prix        | 9        | 0         | 0      | 0     | 0      | 10   | 22.º |
| 2009  | Yamaha YZF-R6  | Holiday Gym Racing         | 9        | 0         | 0      | 0     | 0      | 10   | 22.º |
| Total |                |                            | 14       | 0         | 0      | 0     | 0      | 15   |      |

#### Carreras Por Año
(Carreras en negrita indica pole position, carreras en cursiva indica vuelta rápida)
| Año  | Moto   | 1   | 2   | 3   | 4   | 5      | 6       | 7      | 8       | 9      | 10     | 11     | 12      | 13      | 14     | Pos. | Pts. |
| ---- | ------ | --- | --- | --- | --- | ------ | ------- | ------ | ------- | ------ | ------ | ------ | ------- | ------- | ------ | ---- | ---- |
| 2002 | Honda  | SPA | AUS | RSA | JPN | ITA    | GBR     | GER    | SMR     | GBR    | GER    | NED    | ITA 15  |         |        | 34.º | 1    |
| 2003 | Honda  | SPA | AUS | JPN | ITA | GER 17 | GBR Ret | SMR    | GBR 21  | NED 12 | ITA    | FRA    |         |         |        | 30.º | 4    |
| 2009 | Honda  | AUS | QAT | SPA | NED | ITA    | RSA 11  |        | SMR Ret | GBR 20 | CZE 13 | GER 18 | ITA Ret | FRA Ret | POR 14 | 22.º | 10   |
| 2009 | Yamaha |     |     |     |     |        |         | USA 17 |         |        |        |        |         |         |        | 22.º | 10   |

### Campeonato del Mundo de Motociclismo
Sistema de puntuación de 1993 hasta 2022:
| Posición | 1.º | 2.º | 3.º | 4.º | 5.º | 6.º | 7.º | 8.º | 9.º | 10.º | 11.º | 12.º | 13.º | 14.º | 15.º |
| Puntos   | 25  | 20  | 16  | 13  | 11  | 10  | 9   | 8   | 7   | 6    | 5    | 4    | 3    | 2    | 1    |

#### Por temporada
| Año   | Cat.   | Moto    | Equipo                      | Carreras | Victorias | Podios | Poles | V.Rap. | Pts. | Pos. |
| ----- | ------ | ------- | --------------------------- | -------- | --------- | ------ | ----- | ------ | ---- | ---- |
| 2013  | MotoGP | PBM     | Paul Bird Motorsport        | 18       | 0         | 0      | 0     | 0      | 3    | 25.º |
| 2013  | MotoGP | ART     | Paul Bird Motorsport        | 18       | 0         | 0      | 0     | 0      | 3    | 25.º |
| 2014  | MotoGP | PBM     | Paul Bird Motorsport        | 18       | 0         | 0      | 0     | 0      | 9    | 24.º |
| 2015  | MotoGP | Aprilia | Aprilia Racing Team Gresini | 1        | 0         | 0      | 0     | 0      | 0    | NC   |
| Total | Total  | Total   | Total                       | 37       | 0         | 0      | 0     | 0      | 12   |      |

#### Por Categoría
| Cat.   | Temporada | 1.er Gran Premio | 1.er Podio | 1.ª Victoria | Carreras | Victorias | Podios | Poles | V.Ráp. | Pts. | CM |
| ------ | --------- | ---------------- | ---------- | ------------ | -------- | --------- | ------ | ----- | ------ | ---- | -- |
| MotoGP | 2013–2015 | Catar 2013       |            |              | 37       | 0         | 0      | 0     | 0      | 12   | 0  |
| Total  | 2013–2015 | 2013–2015        | 2013–2015  | 2013–2015    | 37       | 0         | 0      | 0     | 0      | 12   | 0  |

#### Carreras Por Año
(Carreras en negrita indica pole position, carreras en cursiva indica vuelta rápida)
| Año  | Cat.   | Moto    | 1      | 2      | 3      | 4      | 5      | 6       | 7      | 8      | 9       | 10     | 11      | 12     | 13     | 14      | 15      | 16     | 17     | 18     | Pos. | Pts. |
| ---- | ------ | ------- | ------ | ------ | ------ | ------ | ------ | ------- | ------ | ------ | ------- | ------ | ------- | ------ | ------ | ------- | ------- | ------ | ------ | ------ | ---- | ---- |
| 2013 | MotoGP | PBM     | QAT 17 | AME 16 | SPA 13 | FRA 17 | ITA 17 | CAT Ret | NED 22 | GER 16 | USA Ret | IND 18 | CZE 18  | GBR 19 | RSM 18 |         |         |        |        |        | 25.º | 3    |
| 2013 | MotoGP | ART     |        |        |        |        |        |         |        |        |         |        |         |        |        | ARA Ret | MAL Ret | AUS 18 | JPN 19 | VAL 17 | 25.º | 3    |
| 2014 | MotoGP | PBM     | QAT 16 | AME 16 | ARG 18 | SPA 16 | FRA 16 | ITA 16  | CAT 17 | NED 21 | GER Ret | IND 14 | CZE Ret | GBR 17 | RSM 17 | ARA 16  | JPN 18  | AUS 13 | MAL 12 | VAL 19 | 24.º | 9    |
| 2015 | MotoGP | Aprilia | QAT    | AME    | ARG    | SPA    | FRA    | ITA     | CAT    | NED    | GER 20  | IND    | CZE     | GBR    | RSM    | ARA     | JPN     | AUS    | MAL    | VAL    | NC   | 0    |